# Монсуно
«Монсуно» (яп. 獣旋バトルモンスーノ дзю:сэн батору монсу:но) — американо-японский аниме-сериал производства телеканала Nickelodeon, премьера которого состоялась 23 февраля 2012 года в США на канале Nicktoons (в Японии показ начался в октябре 2012 года на канале TV Tokyo). Премьера в России состоялась 25 июня 2012 год на канале Nickelodeon.

## Сюжет
Проснувшись утром, Чейз Суно обнаруживает, что его отец, знаменитый учёный Джереди Суно, бесследно исчез. Профессор всю жизнь посвятил загадке исчезновения динозавров, и он нашёл ответ. По его теории, в катастрофе была виновна субстанция, обладающая безграничными возможностями — Монсуно.
Джереди использовал Монсуно для получения гибридов разных животных, обладающих суперспособностями. Профессор создавал мутантов для мирных целей, но секретное правительственное агентство Ш.Т.У.Р.М. решило использовать боевые возможности гибридов Джереди в своих целях, поэтому учёному не осталось ничего, кроме как свернуть свои исследования и бежать. Придя в поисках отца в его лабораторию, Чейз обнаружил отряд правительственных солдат и монстра Рока, первого созданного Джереди гибрида, задача которого — охранять младшего Суно от многочисленных опасностей. И хотя вначале Рок не вызывает доверия, постепенно становится ясно, что он — самый преданный друг и защитник, которого только можно представить. Теперь задача Чейза — собрать команду, с помощью которой он сможет одолеть врагов, найти своего отца и открыть секрет истинного предназначения Монсуно.

## Персонажи

### Кор-ТЕХ (Core-tech)
- Чейз Суно (яп. チェイス Тэйсу) — один из главных героев. Уверенный в себе и харизматичный. Он настоящий герой, не боится испытаний. Влюблён в Дзиндзю, но скрывает этого. В самом начале истории, Чейз сталкивается с таинственным исчезновением своего отца, Джереди Суно, и отправляется на его поиски, которые выливаются в приключения с Монсуно. Но, чем больше Чейз узнаёт о Монсуно, тем сильнее возрастает потребность принять вызов, выстоять и решить, на чьей он стороне, выбрать союзников и вести их за собой. Тем сильнее он начинает осознавать, что его Монсуно РОК и другие — такие же живые существа и имеют столько же права на существование.
  - Рок — один из монсуно Чейза, является противником Резака и Гибеля. скрещённый из Белого медведя, Гориллы и Тигра с минеральным алмазом.
  - Эво — один из монсуно Чейза, является противником Чернострела и Шершень сумрака. скрещённый из Кондора, Дракона и лебедя.
  - Ривок — один из монсуно Чейза, скрещённый из Рока и Эво.
  - Темноскал — один из монсуно Чейза, скрещённый из шакала и пантеры.
  - Детёныш — один из монсуно Чейза, похожий на йети, является противником Бритвы. скрещённый из мандрила и обезьяны.
  - Дипсикс — один из монсуно Чейза, скрещённый из акулы и тигра.
  - Таран — один из монсуно Чейза, похожий на быка.
- Джереди Де Сарамаго Суно (яп. ジェレディ Дзэрэди) — родной отец Чейза Суно, всегда был одержим наукой. Его непреодолимая жажда исследований привела к невероятному открытию Монсуно. Скрытая мощь, которую Джереди намеревался использоваться во благо человечества, как оказалось, совмещала в себе и положительный и отрицательный потенциалы. В «добрых» руках Монсуно — положительные герои, а в «плохих» — разрушительная сила. Прежде, чем доктор Джереди успел упорядочить этот хаос, он таинственно исчез.
- София Суно (яп. ソフィア Софиа) — родная мать Чейза Суно и жена Джереди Суно.
- Брен (яп. ブレン Бурэн) — один из главных героев. Он самый близкий друг детства Чейза, умён, но трусоват. Всегда старается оправдать себя, поэтому прослыл болтуном. Наименее физически одарён из группы, но самый умный из них. По своей сути он — «ботаник» который хочет быть героем. Хотя он и испытывает недостаток в храбрости, но его огромное желание соответствовать ребятам из группы позволяет ему всё лучше и лучше бороться со своими страхами, удивляя тем самым друзей, врагов и себя самого.
  - Буйноклюв — один из монсуно Брена, является противником Огнедракона. скрещённый из антилопы, пегаса и ворона, напоминающий гиппогриф. Умер от взрыва во 2 сезоне 1 серии.
  - Мегазуб — один из монсуно Брена, является противником Свободоборца. скрещённый из саблезубого тигра с минеральным алмазом.
  - Щиторог — один из монсуно Брена во втором сезоне, скрещённый из оленя и черепахи.
  - Нэо Буйноклюв- один из монсуно Брена, практически точная копия Буйноклюва. Эго создал Джереди Суно вместо Буйноклюва, и теперь Брен вступает в битву с новым любимым Нэо Буйноклювом.
- Дзиндзя (яп. ビィキ Би:ки) — — одна из главных героев. Она единственная девушка в команде Кор-Тех. Вздорная и импульсивная. Не зануда, смешно образована и интеллигентна. У Дзиндзи есть чёткое понимание происходящего. Влюблена в Дэкса. Любит поиздеваться и подшутить над Бреном. Она родилась и выросла бойцом, прекрасно знает, что есть весело, а что — плохо. Не переносит мошенников, лгунов и жуликов.
  - Бронеконь — один из монсуно Дзиндзи, является противником Жукозавра. скрещённый из броненосца, бизона и лося.
  - Хлестокрыл — один из монсуно Дзиндзи, скрещённый из плащеносной ящерицы и дракона.
  - Сокрушитель — один из монсуно Дзиндзи, скрещённый из птицы, бабочки и летучая мышь.
- Беял — один из главных героев. Он загадочный. Большую часть жизни он провёл в медитации и изучении философии, хотел стать монахом. Контактировать с ровесниками для него проблема, особенно с противоположным полом. Наивность Беяла делает его прекрасной целью для доктора Эклипса. Втайне от Беяла, он размещает «жучок» на его Монсуно, что позволяет следить за Чейзом и каждым движением его команды.
  - Жгучий змей — один из монсуно Беяла, является противником Ядокрыла. скрещённый из змеи и паука, напоминающий гидру.
  - Бритвоплёт — один из монсуно Беяла, является противником Токсикоготи. скрещённый из паука и скорпиона.
  - Тайнозверь — один из монсуно Беяла, скрещённый из змеи, волка и орла.
- Дэкс — из плохих ребят. Его философия «стрелять первым и не задавать лишних вопросов». Он против любой власти (включая Чейза — лидера группы Кор-Тех) — причина всех конфликтов в группе. В соответствии с его амплуа, он думает, что нравится Дзиндзе и это так, но она это скрывает.
  - Коготь — один из монсуно Дэкса, скрещённый из ястреба, стервятника и ящерицы.
  - Турбо — один из монсуно Дэкса, является противником Златорога. скрещённый из волка и лесного кота.
  - Биопламень — один из монсуно Дэкса, скрещённый из многоножки и стрекозы.
  - Молот — один из монсуно Дэкса, скрещённый из быка и анкилозавра.
- Отец Рассвета — загадочная личность, спрятанная под длинной одеждой, а на лице маска. Ещё одна проблема для команды Кор-тех. Он помог изменить все книги в библиотеке мастеру Ай, который помогает Чейзу Суно.
  - Волкокрыл — один из монсуно Отца Рассвета, скрещённый из гепарда и орла. Помогал Року в 15, 25 и 26 серии 1 сезона.

### Ш. Т. У. Р. М. (S.T.O.R.M)
- Чарлимен (яп. シャルルマーニュ Сярурума:ню) — глава правительственного агентства ШТУРМ, и действующий диктатор, повёрнутая на управлении. Её метод — это «железный кулак». Она — хладнокровна, а безграничная власть делает её чрезвычайно опасной. Под управлением Чарлемен полиция становится единственной возможной силой, решающей все вопросы в государстве. Впоследствии была лишена всех званий и арестована.
  - Бритва — один из монсуно Чарлимен, бронированный, скрещённый из льва и мандрила.
  - Бритвострел — один из монсуно Чарлимен, скрещённый из Бритвы и Чернострела.
- Капитан Трей (яп. トレイ Торэй) — заместитель командира ШТУРМа. Маршал Шарлемань. Трей твёрд, неустанный и безжалостный. Его персональная задача следить за каждым движением и предотвращать каждый шаг Чейза Суно. Он крайне ответственен перед поручениями ШТУРМа, ему омерзительны все, кто оказываются на пути авторитарных методов правительства.
  - Рикошот — один из монсуно Трея, скрещённый из жука-геркулеса.
  - Ядомелеон — один из монсуно Трея, скрещённый из хамелеона и ящерицы.
  - Скайсайт — один из монсуно Трея, скрещённый из птицы, дракона и змеи, ящерицы.
  - Кроссболт — один из монсуно Трея, скрещённый из быка, кабана и динозавра.
  - Тесак — один из монсуно Трея, скрещённый из курицы, и журавля.
  - Штык — один из монсуно Трея, похожий на носорога
- Джон Эйс (яп. ジョン・エース Дзён Э:су) — ассистент Джереди. Ему поручили, как связующему ШТУРМа, быть помощником и опекуном Джереди Суно. Бесконечные часы совместных исследований установили доверчивые отношения между ними, вселяя Джону глубокие чувства уважения и восхищения учёным. Разрываясь между методами ШТУРМа и его собственным моральными принципами, Джон изо всех сил пытается сопротивляться своим инстинктам, чтобы оградить Чейза от угрожающих нападок ШТУРМа. В конечном счёте, он оставит ШТУРМ и будет охранять Чейза от расставленных ловушек. В 13 серии 1 сезона превратился в монстра.
  - Чернострел — один из монсуно Джона Эйса, скрещённый из сокола, феникса и ворона.
  - Златорог — один из монсуно Джона Эйса, скрещённый из кабана, и кролика, козы.
- Элита "S.T.O.R.M" (яп. )

### Эклипс (Eclipse)
- Доктор Эммануель Клипс (яп. クリプス博士 курипусу хакасэ) — основной антагонист мультсериала. Он хочет отомстить Джереди и Джону Эйс, за то, что они не разглядели в нём гения. Фактически, он хочет отомстить целому миру, чтобы не видеть его огромного превосходства над ним. Это приводит его к мысли об истреблении человечества для нового мирового обустройства — с чистого листа. Он страдает манией величия и видит мир, которым управляет армия могущественных Монсуно.
  - Резак — один из монсуно Клипса, скрещённый из волка и гризли, напоминающий оборотня.
  - Сумзак — один из монсуно Клипса, скрещённый из Резака и Шершень сумрака.
- Харгрэйв (яп. ハーグレイヴ Ха:гурэйву) — преданный дворецкий доктора Клипса готов служить своему хозяину, но со зловещей улыбкой. Его жуткий характер отлично соответствует образу с причудливыми автоматизированными механизмами, которые возникают из-за его спины, как механические лапки паука. Харгрейв говорит мало, но когда говорит, волосы встают дыбом.
  - Шершень сумрак (яп. ) — один из монсуно Харгрэйва, скрещённый из летучей мыши и скорпиона.
  - Огнерез — один из монсуно Харгрэйва, скрещённый из таракана и комара.
  - Двойножал — один из монсуно Харгрейва, скрещённый из паука с двумя хвостами скорпиона.
- Шесть — шестой клон, сын Эммануеля Клипса.
  - Гибель — один из монсуно Шестого, похожий на Рока, скрещённый из медведя и гориллы.
- Медея (яп. メディーア Мэди:а) — сумасшедший лидер банды Чёрных и один из шпионов Клипса, посланный чтобы выследить Чейза Суно. Она абсолютная Королева Тёмных сил — наёмный стрелок, бесшумно выполняющий всю «грязную» работу.
  - Ядокрыл — один из монсуно Медеи, скрещённый из стрекозы и плюющейся кобры.
  - Токсикоготь — один из монсуно Медеи, скрещённый из богомола, краба и жука.
  - Драковолк — один из монсуно Медеи, скрещённый из дракона и волка.
- Арг — полное имя Аргиус, самый мощный из команды Эклипс. Из-за огромных мышц и низкого голоса Медея держит его в команде вышибалой.
  - Луножар — один из монсуно Арга, скрещённый из скорпиона и паука.
- Лат — один из солдат Медеи. Худощавый, скользкий тип с сомнительной репутацией.
  - Волкарантул — один из монсуно Лата, скрещённый из волка и паука.
- Тел — один из солдат Медеи. Отъявленный хулиган — «горячая голова»
  - Летошип — один из монсуно Тела, скрещённый из летучей мыши волка, и осы.
- Мистер Чёрный — менеджер «Метрополитена». Он сын Бабушки Будущее и главарь Подземелья. Захудалый интриган и обманщик. Команда Кор-Тех сразу же его раскусила и не поддастся на его провокации.
  - Острохлёст — один из монсуно Мистера Чёрного, скрещённый из червя и скорпиона.
- Правый — один из телохранителей Мистера Чёрного.
  - Клешня — один из монсуно Правого, скрещённый из насекомого, лобстера и жука.
- Левый — один из телохранителей Мистера Чёрного.
  - Огнеход — один из монсуно Левого, скрещённый из аллигатора, дракона и ящерицы.
- Дон Пайро — опасный наёмник из фракции Эклипс, который мастерски умеет обращаться со своим единственным Монсуно — Огнедраконом. Дон Пайро отличается от многих других отрицательных персонажей мультсериала Монсуно невероятной жестокостью и безжалостностью. Несмотря на то, что в первом сезоне он появляется лишь несколько раз, каждое столкновение с ним — это невероятное испытание для Чейза и его друзей, а единственное чувство, которое внушает этот чудовищный человек — страх. Для Дона Пайро нет ничего невозможного в его профессии, и он с лёгкостью и радостью берётся за любые контракты, предложенные ему Клипсом. Пайро обожает огонь в любых его проявлениях, и сам он очень напоминает эту стихию — такой же необузданный и уничтожающий все препятствия на своём пути.
  - Огнедракон — один из монсуно Дона, скрещённый из велоцираптора, курицы и дракона. мёртв от красного масла во 2 сезоне 24 серии.
- Одноглазый Джек — он был рабочим ШТУРМа, потому что у него была сила общаться с монсуно. Также является лидером банды «Волки пустыни» («Пустынные волки»).
  - Свободоборец — один из монсуно Джека. Скрещённый из собаки и саблезубого тигра.
- Беззвучная женщина (Бекка) — одна из «Волков пустыни». Она старшая сестра Беяла, она заботилась о нём, когда он был маленьким. Но когда подросла, ушла искать свою судьбу. В пустыне её нашёл Одноглазый Джек и принял её в банду «Волков пустыни».
  - Топотун — один из монсуно Беззвучной женщины, скрещённый из носорога и краба.
- Брат Позо — один из «Волков пустыни».
  - Жаровой — один из монсуно Брата Позо, скрещённый из стрекоза и насекомых.
- Книголюб — он со своими людьми изгнал монахов из библиотеки Тебаб и взял там власть. Обманом заманивает команду Кор-Тех в монастырь. Осознав все прелести такого приюта, ребята больше ему не верят.
  - Жукозавр — один из монсуно Книголюба. Скрещённый из жука-оленя и тигра

### Сопротивления (Resistance)
- Профессор Тэллис (яп. 教授テリス кё:дзи Тэрису) — босс Дреза, раньше работал на Ш. Т. У. Р.М, но при неизвестных обстоятельствах уволился и открыл свою организацию Сопротивление. Тайно влюблён в Чарлимен, но боится признаться ей в этом. Тэллис часто краснеет когда видит её. Профессор раньше был коллегой для Джереди Суно — отца Чейза. Но потом стал врагом в доме Суно.
- Дрез (яп. ドレス Дорэсу) — один из участников Сопротивления. Помимо этого именно он — руководитель группировки панков-монахов, в которой состоят: Тинкер (Дока), Рэйчет и Троттел. Группировка которая в течение всего второго сезона сериала Монсуно: Боевой Хаос не даёт покоя главным героям. Дрезз обладает чудовищной работоспособностью. В драки ввязывается легко, с удовольствием. Из-за этой несдержанности и непредусмотрительности и терпит большинство своих поражений.
  - X-100 — один из монсуно Дреза, скрещённый из антилопы и тигра.
  - Коготь Тьмы — один из монсуно Дреза и профессора Тэллиса, никому не известно из каких животных он скрещён.
  - Поджигатель - один из монсуно Дреза, скрещённый из гидры и змея горыныча.
  - Биопес- один из монсуно Дреза, скрещённый из пса с рогами быка.
- Рэйчет (яп. レイ Рэй) — участница Сопротивления. Черноволосая девушка любящая посмеяться над людьми.
  - Электроозноб — один из монсуно Рэйчет, скрещённый из волка и пса.
  - Ройшок- один из монсуно Рэтчет, скрещённый из пчелы и осы
- Дока/Тинкер (яп. ティンカー Тинка) — участник Сопротивления. В сериале он имеет две имени: Дока и Тинкер.
  - Тиски — один из монсуно Тинкера, смесь осьминога и лобстера.
  - Смертожал — один из монсуно Тинкера, похожий на скорпиона и паука.
- Троттел (яп. トロテル Торотэру) — одна из участников Сопротивления. Она очень сильная девушка. В 23 серий «Монсуно: Боевой Хаос» признаётся в любви Брену, и называет его своим «ухажёром».
  - Турбоящер — один из монсуно Троттела, похожий на ящерицу.
  - Крахапил— один из монсуно Троттела, скрещённый из богомола и жука.

### Рука Судьбы (Hand of Fate)
- Пэтрос (яп. ペトロス Петоросу) — глава «Руки Судьбы», злой гений. Он и его помощники взяли в плен мать Чейза, потому что его мать обладает даром видения монсуно. Пэтрос много раз пытался поймать Чейза но он успевал убегать от Пэтроса.
  - Оборотень Рока — один из монсуно Пэтроса, копия Рока.
  - Оборотень Эво — один из монсуно Пэтроса, копия Эво.
  - Оборотень Бронеконь — один из монсуно Пэтроса (временно), копия Брониконя.
- Алистер (яп.  アリステア Арисутэа)
- Оборотень Тайнозверя — один из монсуно Алистера, копия Тайнозверя.
- Оборотень Нэо Буйноклюв — один из монсуно Алистера, копия Нэо Буйноклюва.
- Даша (яп.  ダーシャ Да:ся)
- Оборотень Рока — один из монсуно Даши (временно), копия Рока.
- Оборотень Нэо Буйноклюв — один из монсуно Даши, копия Нэо Буйноклюва.
- Оборотень Бронеконь — один из монсуно Даши, копия Брониконя.
- Кристоф (яп.  クリストフ Курисотофу)
- Оборотень Рока — один из монсуно Кристофа (временно), копия Рока.
- Оборотень Жгучий змей — один из монсуно Кристофа, копия Жгучего змея.
- Девушка (яп.  開発 Кайхацу)
- Оборотень Молот — один из монсуно Девушки, копия Молота.
- Оборотень Коготь — один из монсуно Девушки, копия Коготь.